# Richard, vévoda z Gloucesteru
Princ Richard, vévoda z Gloucesteru (Richard Alexander Walter George; * 26. srpna 1944 Hadley Common) je člen britské královské rodiny. Je druhým synem prince Jindřicha, vévody z Gloucesteru, a princezny Alice, vévodkyně z Gloucesteru, a nejmladší z devíti vnoučat krále Jiřího V. a královny Marie. V současné době je 31. v linii následnictví britského trůnu a je nejvýše postavenou osobou na seznamu, která není potomkem Jiřího VI., který byl jeho strýcem. V době svého narození byl 5. v linii následnictví trůnu.
Princ Richard pracoval jako architekt až do smrti svého staršího bratra Williama, který ho postavil do přímé linie následnictví otcova vévodství z Gloucesteru, které převzal v roce 1974. V červenci 1972 se oženil s Birgitte van Deurs Henriksenovou. Mají tři děti.

## Život
Narodil se 26. srpna 1944 v Hadley Common jako syn prince Henryho, vévody z Gloucesteru a jeho manželky princezny Alice, vévodkyně z Gloucesteru.
Pokřtěn byl 20. října 1944 v Royal Chapel of All Saints, Windsor Great Park arcibiskupem z Canterbury Cosmem Gordonem Langem. Jeho kmotry byly teta královna Alžběta, sestřenice princezna Marie Louisa Šlesvicko-Holštýnská, sestřenice princezna Alice, hraběnka z Athlone, strýc Walter Montagu Douglas Scott, vévoda z Buccleuch, bratranec George Cambridge, markýz z Cambridge, teta Lady Sybil Phipps a Harold Rupert Alexander, hrabě z Tunisu. Byl pátým v pořadí na trůn.
Studoval na Wellesley House School v Broadstairs a na Eton College. Roku 1963 byl přijat na Magdalene College, Cambridge kde studoval architekturu. V červnu 1966 získal bakalářský titul a roku 1971 magisterský titul.
Dne 8. července 1972 se v kostele svatého Ondřeje v Barnwell oženil s Dánkou Birgitte van Deurs. Spolu mají tři děti:
- 1. Alexander Windsor (* 24. 10. 1974 Londýn), hrabě z Ulsteru, major britské armády, sloužil v Severním Irsku, Kosovu a Iráku
  - ⚭ 2002 Claire Booth (* 29. 12. 1977 Sheffield)
- 2. Davina Windsor (* 19. 11. 1977 Londýn)
  - ⚭ 2004 Gary Lewis (* 15. 8. 1970 Gisborne), rozvedli se v roce 2018
- 3. Rose Windsor (* 1. 3. 1980 Londýn)
  - ⚭ 2008 George Gilman (* 27. 11. 1978 Derby)

Se svou ženou sídlí v Kensingtonském paláci v Londýně.